# کنترل ولتاژ و مدیریت توان راکتیو
کنترل ولتاژ و مدیریت توان راکتیو (انگلیسی: Voltage control and reactive power management) دو جنبه از یک خدمت جانبی هستند که قابلیت اطمینان شبکه‌های انتقال انرژی الکتریکی را امکان‌پذیر ساخته و بازار برق را در این شبکه‌ها تسهیل می‌کنند. هر دو جنبه این فعالیت در هم تنیده‌اند (تغییر ولتاژ در یک شبکه جریان متناوب (AC) از طریق تولید یا جذب توان راکتیو صورت می‌گیرد)، بنابراین در این مقاله، اصطلاح کنترل ولتاژ عمدتاً برای نامیدن این فعالیت اساساً واحد به کار خواهد رفت. کنترل ولتاژ شامل تزریق توان راکتیو برای میرا کردن نوسانات شبکه نمی‌شود؛ این موارد بخشی از یک خدمت جانبی جداگانه به نام خدمت پایداری سیستم هستند. انتقال توان راکتیو به دلیل ماهیت آن محدود است، بنابراین کنترل ولتاژ از طریق تجهیزاتی که در سراسر شبکه قدرت توزیع شده‌اند، فراهم می‌شود، برخلاف کنترل فرکانس که مبتنی بر حفظ توازن کلی توان اکتیو در سیستم است.

## نیاز به کنترل ولتاژ
سه دلیل برای نیاز به کنترل ولتاژ ذکر شده است:
- تجهیزات شبکه قدرت و همچنین تجهیزات مصرف‌کننده توان در سمت مشترک، برای یک محدوده ولتاژ باریک طراحی شده‌اند. کارکردن خارج از این محدوده باعث خرابی تجهیزات خواهد شد.
- توان راکتیو باعث گرم شدن ژنراتورها و خطوط انتقال می‌شود؛ محدودیت‌های حرارتی، محدود کردن تولید و جریان توان حقیقی (اکتیو) را ایجاب خواهد کرد.
- تزریق توان راکتیو به خطوط انتقال باعث تلفاتی می‌شود که توان را هدر می‌دهد و افزایش توان تأمین‌شده توسط محرک اولیه را ضروری می‌سازد.

استفاده از دستگاه‌های تخصصی کنترل ولتاژ در شبکه همچنین پایداری سیستم قدرت را با کاهش نوسانات زاویه روتور یک ژنراتور سنکرون (که ناشی از تأمین یا دریافت توان راکتیو توسط ژنراتورها است) بهبود می‌بخشد.
شین‌های قدرت و سیستم‌هایی که هنگام تغییر شرایط توان راکتیو، تغییرات ولتاژ زیادی از خود نشان می‌دهند، سیستم‌های ضعیف نامیده می‌شوند، در حالی که آنهایی که تغییرات نسبتاً کمتری دارند، قوی هستند (از نظر عددی، قدرت به عنوان نسبت اتصال کوتاه بیان می‌شود که برای سیستم‌های قوی‌تر، بالاتر است).

## جذب و تولید توان راکتیو
دستگاه‌ها در صورتی انرژی راکتیو را جذب می‌کنند که ضریب توان پس‌فاز (مانند سلف) داشته باشند و در صورتی انرژی راکتیو تولید می‌کنند که ضریب توان پیش‌فاز (مانند خازن) داشته باشند.
واحدهای تجهیزات شبکه الکتریکی معمولاً توان راکتیو را تأمین یا مصرف می‌کنند:
- ژنراتورهای سنکرون در صورت تحریک بیش از حد، توان راکتیو تأمین می‌کنند و در صورت تحریک کمتر از حد، آن را جذب می‌کنند، البته با رعایت محدودیت‌های منحنی قابلیت ژنراتور.
- ترانسفورماتورها همیشه توان راکتیو را جذب می‌کنند.
- خطوط انتقال قدرت توان راکتیو را جذب یا تأمین خواهند کرد: خط انتقال هوایی در بار کم، توان راکتیو تأمین می‌کنند، اما با افزایش بار از امپدانس مشخصه خط فراتر رفته، خطوط شروع به مصرف مقدار فزاینده‌ای از توان راکتیو می‌کنند. خط انتقال زیرزمینی خازنی هستند، بنابراین زیر امپدانس موجی بارگذاری می‌شوند و توان راکتیو تأمین می‌کنند.
- بار الکتریکی معمولاً توان راکتیو را جذب می‌کنند، و ضریب توان برای وسایل معمولی از ۰٫۶۵ (تجهیزات خانگی با موتورهای الکتریکی، مانند ماشین لباس‌شویی) تا ۱٫۰ (بارهای کاملاً مقاومتی مانند لامپ رشته‌ای) متغیر است.

در یک شبکه الکتریکی معمولی، اصول کنترل ولتاژ توسط ژنراتورهای سنکرون فراهم می‌شود. این ژنراتورها به تنظیم‌کننده‌های خودکار ولتاژ مجهز هستند که میدان تحریک را تنظیم کرده و ولتاژ در پایانه‌های ژنراتور را در محدوده هدف نگه می‌دارند.
وظیفه جبران‌سازی اضافی توان راکتیو (همچنین به عنوان جبران‌سازی ولتاژ شناخته می‌شود) به دستگاه‌های جبران‌ساز واگذار می‌شود:
- جذب‌کننده‌های غیرفعال (یا به‌طور دائم متصل یا سوئیچ‌شونده) توان راکتیو (مانند راکتورهای موازی که از نظر ساختاری شبیه به ترانسفورماتورها هستند، با یک سیم‌پیچ و هسته آهنی). یک راکتور موازی معمولاً به انتهای یک خط انتقال طولانی یا یک سیستم ضعیف متصل می‌شود تا از اضافه ولتاژ در بار سبک (اثر فرانتی) جلوگیری کند.
- منابع غیرفعال توان راکتیو (مانند خازن‌های موازی یا سری). خازن‌های موازی از دهه ۱۹۱۰ در سیستم‌های قدرت استفاده می‌شوند و به دلیل هزینه کم و سهولت نسبی استقرار، محبوب هستند. مقدار توان راکتیو تأمین‌شده توسط یک خازن موازی متناسب با مجذور ولتاژ خط است، بنابراین خازن در شرایط ولتاژ پایین (که اغلب ناشی از کمبود توان راکتیو است) کمتر مشارکت می‌کند. این یک اشکال جدی است، زیرا تأمین توان راکتیو توسط یک خازن زمانی کاهش می‌یابد که بیشترین نیاز به آن وجود دارد.
- خازن‌های سری برای جبران راکتانس القایی خطوط انتقال هوایی بارگذاری‌شده استفاده می‌شوند. این دستگاه‌ها که به صورت سری به هادی‌های قدرت متصل می‌شوند، معمولاً برای کاهش تلفات توان راکتیو و افزایش مقدار توان اکتیوی که می‌تواند از طریق خط منتقل شود، استفاده می‌شوند و تأمین توان راکتیو با خودتنظیمی (تأمین به‌طور اتفاقی با بار بالاتر افزایش می‌یابد) در درجه دوم اهمیت قرار دارد. ولتاژ دو سر یک خازن سری معمولاً پایین است (در محدوده تنظیم شبکه، چند درصد ولتاژ نامی)، بنابراین ساخت آن نسبتاً کم‌هزینه است. با این حال، در صورت اتصال کوتاه در سمت بار، خازن به‌طور مختصر در معرض ولتاژ کامل خط قرار می‌گیرد، بنابراین مدارهای حفاظتی، معمولاً شامل اسپارک گپ، وریستور روی اکسید (ZnO) و کلیدها، پیش‌بینی می‌شوند.
- جبران‌سازهای فعال (مانند کندانسور سنکرون، جبرانساز استاتیک توان راکتیو، جبران‌سازهای سنکرون استاتیک که می‌توانند منابع یا جذب‌کننده‌های توان راکتیو باشند).
- ترانسفورماتورهای تنظیم‌کننده (مانند لغزانه ترانسفورماتور).

دستگاه‌های جبران‌ساز غیرفعال می‌توانند به‌طور دائم متصل باشند، یا به صورت دستی، با استفاده از یک تایمر، یا به‌طور خودکار بر اساس داده‌های حسگر، سوئیچ (متصل و قطع) شوند. دستگاه‌های فعال ذاتاً خودتنظیم هستند. ترانسفورماتورهای تپ چنجر با قابلیت تغییر تپ زیر بار (ULTC) می‌توانند برای کنترل مستقیم ولتاژ استفاده شوند. عملکرد تمام ترانسفورماتورهای تپ چنجر در سیستم باید بین ترانسفورماتورها و با کاربرد خازن‌های موازی هماهنگ شود.
با توجه به ماهیت محلی توازن توان راکتیو، رویکرد استاندارد، مدیریت توان راکتیو به صورت محلی (روش غیرمتمرکز) است. گسترش ریزشبکه ممکن است رویکرد متمرکز انعطاف‌پذیر را اقتصادی‌تر کند.

## ذخایر توان راکتیو
سیستم باید قادر به تأمین مقادیر اضافی توان راکتیو به سرعت باشد (نیازمندی دینامیکی) زیرا یک خرابی منفرد یک ژنراتور یا یک خط انتقال (که باید برای آن برنامه‌ریزی شود) پتانسیل افزایش فوری بار بر روی برخی از خطوط انتقال باقیمانده را دارد. ماهیت خطوط انتقال هوایی این است که با افزایش بار، خطوط شروع به مصرف مقدار فزاینده‌ای از توان راکتیو می‌کنند که باید جایگزین شود؛ بنابراین یک سیستم انتقال بزرگ به همان اندازه که به ذخایر توان حقیقی نیاز دارد، به ذخایر توان راکتیو نیز نیازمند است. از آنجا که توان راکتیو به خوبی توان حقیقی از طریق سیم‌ها منتقل نمی‌شود، انگیزه‌ای برای متمرکز کردن تولید آن نزدیک به بار وجود دارد. تجدید ساختار سیستم‌های قدرت الکتریکی این بخش از شبکه قدرت را از دست شرکت‌های برق یکپارچه خارج می‌کند، بنابراین روند به سمت سوق دادن مشکل به سمت مشتری و الزام بار به کار با ضریب توان نزدیک به واحد است.